# Cartoon Network
Cartoon Network je americký kabelový a satelitní televizní kanál, vlastněný společností Warner Bros. Discovery. Stanice vysílá především animované pořady v širokém rozsahu od akčních po komediální. Své vysílání začal 1. října 1992.
Od 20. září 2017 stanice vysílá v češtině.

## Vysílané pořady
Cartoon Network vysílá celou řadu pořadů pro děti. Tyto pořady v Česku vysílá nebo vysílalo ČT :D, Prima Max, Smíchov TV a TV Nova.
| Originální název                    | Český název                 | Vysílání na Cartoon Network USA | Vysílání na Cartoon Network ČR | Vysílání ostatními stanicemi v ČR                        |
| ----------------------------------- | --------------------------- | ------------------------------- | ------------------------------ | -------------------------------------------------------- |
| Adventure Time                      | Čas na dobrodružství        | 2010–2018                       | 2017–2018                      | ČT :D                                                    |
| Teen Titans                         | Mladí titáni v Tokiu        | 2003–2006                       | Nebylo vysílano                | Odvysílán navazující televizní film o délce 1 h, 16 min. |
| The Amazing World of Gumball        | Gumballův úžasný svět       | 2011–2019                       | 2017–dosud                     | ČT :D                                                    |
| Elliott from Earth                  | Elliott z planety Země      | 2021–dosud                      | 2021–dosud                     |                                                          |
| Regular Show                        | Normálka                    | 2010–2017                       | 2017                           | ČT :D                                                    |
| Ben 10                              | Ben 10                      | 2005–2008                       | 2017                           | TV Barrandov (Animáček)                                  |
| The Powerpuff Girls                 | Raketové holky              | 1998–2005                       | bylo vysíláno                  | Prima                                                    |
| Dexter’s Laboratory                 | Dexterova laboratoř         | 1996–2003                       | Nebylo vysílano                | Prima                                                    |
| Courage the Cowardly Dog            | –                           | 1999–2002                       | Nebylo vysílano                | Nebylo vysílano                                          |
| Foster’s Home for Imaginary Friends | Domov pro smyšlené kamarády | 2004–2009                       | Nebylo vysílano                | ČT :D                                                    |
| Codename: Kids Next Door            | Pětka statečných            | 2002–2008                       | Nebylo vysílano                | Nebylo vysílano                                          |
| Ed, Edd n' Eddy                     | Ed, Edd a Eddy              | 1999–2008                       | Nebylo vysílano                |                                                          |
| Samurai Jack                        | –                           | 2001–2004                       | Nebylo vysílano                |                                                          |
| Johnny Bravo                        | –                           | 1997–2004                       | Nebylo vysílano                |                                                          |
| Justice League Action               | Justice League Action       | 2016–2018                       | Nebylo vysílano                | 2017–2018                                                |
| Dragon Ball Z                       | –                           | 1989–1996                       | Nebylo vysílano                | Nebylo vysílano                                          |
| Mixels                              | –                           | 2014–2016                       | Nebylo vysílano                | Nebylo vysílano                                          |
| Ninjago                             | Ninjago                     | 2011–dosud                      | 2018–dosud                     | Prima Max, Prima, Nova, Megamax                          |
| Johnny Test                         | –                           | 2005–2014                       | Nebylo vysílano                | Nebylo vysílano                                          |
| Looney Tunes the Show               | Looney Tunes: Úžasná show   | 2011–2014                       | Nebylo vysílano                | Nova                                                     |
| Justice League                      | Liga spravedlivých          | 2001–2004                       | Nebylo vysílano                | Nebylo vysílano                                          |
| Dragons: Riders of Berk             | Jak vycvičit draky          | 2012–2016                       | Nebylo vysílano                | Nova, Smíchov (Nova Fun), ČT :D                          |
| Batman: The Brave and the Bold      | Batman: Odvážný hrdina      | 2008–2011                       | Nebylo vysílano                | Nova                                                     |
| Scooby-Doo! Mystery Incorporated    | Scooby-Doo: Záhady s.r.o.   | 2010–2013                       | Nebylo vysílano                | Smíchov (Nova Fun), Nova Gold                            |
| Star Wars: Clone Wars               | Star Wars: Klonové války    | 2008–2014                       | Nebylo vysílano                | Axn Black                                                |
| Clarence                            | Clarence                    | 2014–2018                       | 2018                           | ČT :D                                                    |
| We Bare Bears                       | Mezi námi medvědy           | 2015–2019                       | 2017–dosud                     | ČT :D                                                    |
| The Garfield Show                   | Garfieldova show            | 2008–2016                       | Nebylo vysílano                | ČT :D                                                    |
| Ben 10: Reboot                      | Ben 10                      | 2016–2021                       | 2018–dosud                     | Prima, Prima Max                                         |
| The Powerpuff Girls                 | Raketové holky              | 2016–2019                       | 2017–dosud                     | Prima                                                    |
| Teen Titans Go!                     | Mladí titáni do toho!       | 2013–dosud                      | 2018–dosud                     | Nebylo vysílano                                          |
| Unikitty!                           | Unikitty!                   | 2018–2020                       | 2018–2020                      | Nebylo vysílano                                          |
| Mighty Magiswords                   | Mocné magimeče              | 2016-2019                       | 2017–2018                      | Nebylo vysílano                                          |
| OK K.O.! Let's Be Heroes            | K.O. OK! Prostě koukej      | 2017–2019                       | 2017–2018                      | ČT :D                                                    |
| Over the Garden Wall                | Za zdí zahrady              | 2014                            | Nebylo vysílano                | ČT :D                                                    |
| Uncle Grandpa                       | Strejda děda                | 2013–2017                       |                                | Nebylo vysílano                                          |
| Angelo Rules                        | Angelovy patálie            | 2010–dosud                      | 2017–dosud                     | Nebylo vysílano                                          |
| Cloudy with a chance of meat balls  | Zataženo, občas trakaře     | 2017–dosud                      | 2017–dosud                     | Nebylo vysílano                                          |
| Cow and Chicken                     |                             | 1997–1999                       | Nebylo vysílano                | Nebylo vysílano                                          |
| I Am Weasel                         |                             | 1997–2000                       | Nebylo vysílano                | Nebylo vysílano                                          |
| Grim & Evil                         |                             | 2001–2002                       | Nebylo vysílano                | Nebylo vysílano                                          |
| Steven Universe                     | Steven Universe             | 2013–2019                       |                                |                                                          |